# Eulimostraca
Genre
Eulimostraca est un genre de mollusques gastéropodes au sein de la famille Eulimidae. Les espèces rangées dans ce genre sont marines et parasitent des échinodermes ; l'espèce type est Eulimostraca galapagensis.

## Distribution
Les espèces sont présentes dans l'océan Atlantique, notamment dans la mer des Caraïbes et sur le littoral brésilien,.

## Liste d'espèces
Selon World Register of Marine Species (25 août 2017) :
- Eulimostraca angusta (Watson, 1886)
- Eulimostraca armonica Espinosa & Ortea, 2007
- Eulimostraca burragei (Bartsch, 1917)
- Eulimostraca dalmata Espinosa & Ortea, 2007
- Eulimostraca encalada Espinosa, Ortea & Magaña, 2006
- Eulimostraca galapagensis Bartsch, 1917
- Eulimostraca indomatta Simone & Birman, 2007
- Eulimostraca linearis (Carpenter, 1858)
- Eulimostraca macleani Warén, 1992
- Eulimostraca subcarinata (d'Orbigny, 1841)